# Sami Rama
Pour les articles homonymes, voir Rama.
Sami Rama, de son vrai nom Ramatou Goumbané, née le 6 février 1971 à Abidjan en Côte d’Ivoire, est une chanteuse, guitariste et compositrice burkinabè de world music. Elle est l’une des figures féminines emblématiques de la scène musicale burkinabè des années 1990 et 2000.

## Biographie

### Débuts et formation
Sami Rama fait ses premiers pas dans la musique au sein de l’orchestre Les Petits Chanteurs aux poings levés, un ensemble créé sous la révolution de Thomas Sankara avec les pionniers de la révolution. Elle rejoint ensuite le groupe Les Colombes de la révolution, où elle est repérée par le musicien Abdoulaye Cissé, qui devient son manager et directeur artistique.

### Carrière musicale
Elle entame sa carrière solo en 1989 avec l’album Dounia, suivi de N’nan en 1992, tous deux produits par le label Bazar Music. Elle se fait rapidement connaître au Burkina Faso et à l’international, enchaînant les tournées et les festivals. En 2001, elle sort Afriki Bii, un album salué par la critique. En 2002, elle remporte le Kundé du meilleur artiste féminin.
Son dernier album, Y croire, paru en 2005, est un hymne à la résilience et à la foi en l’avenir.

### Fin de carrière
Le 7 février 2021, à l’âge de 50 ans, Sami Rama annonce officiellement sa retraite musicale lors d’un direct sur Facebook. Elle évoque des raisons personnelles et spirituelles, affirmant vouloir se consacrer à une vie plus pieuse et introspective,.

### Engagement social
Tout au long de sa carrière, Sami Rama s’est engagée dans des causes sociales, notamment la lutte contre le VIH/Sida, la promotion de la paix et l’éducation des jeunes filles. Elle a participé à plusieurs campagnes de sensibilisation et projets humanitaires au Burkina Faso.

## Discographie

### Albums
- 1989 : Dounia
- 1992 : N’nan
- 2001 : Afriki Bii
- 2005 : Y croire

### Singles
- 2006 : La Vie
- 2006 : Yilè
- 2008 : Loubouryala
- 2009 : Ziba ziba
- 2010 : Indépendance

## Filmographie
- 1993 : L’école au cœur de la vie (avec Djata Ilébou)
- 1996 : Le Joueur de cora de Cilia Sawadogo
- 2000 : Une histoire d’amour de Fanta Régina Nacro
- 2001 : Excision, si je savais d’Adjaratou Lompo
- 2004 : La Nuit de la vérité de Fanta Régina Nacro
- 2013 : Trompe-moi si tu peux d’Ibrahim Olunkunga[7]
- 2015 : L’Assassin de ma maîtresse d’Emmanuel Rotoubam Mbaïdé et Boubacar Sangaré
- 2016 : Haut et fort (série sur le VIH/Sida)

## Distinctions
- 1989 : Artiste de l’année – Festival Couture
- 1989 : 1er prix musique – 50e anniversaire de l’ONU
- 1996 : 1er prix – Semaine nationale de la culture (SNC)
- 1997 : Lauréate nationale – Jeux de la Francophonie (Madagascar)
- 2000 : 1er prix – Concours national de musique francophone
- 2002 : Kundé du meilleur artiste féminin
- 2007 : Kundé de l’artiste le plus joué en discothèque